# 愛知県道106号鳥ヶ地名古屋線

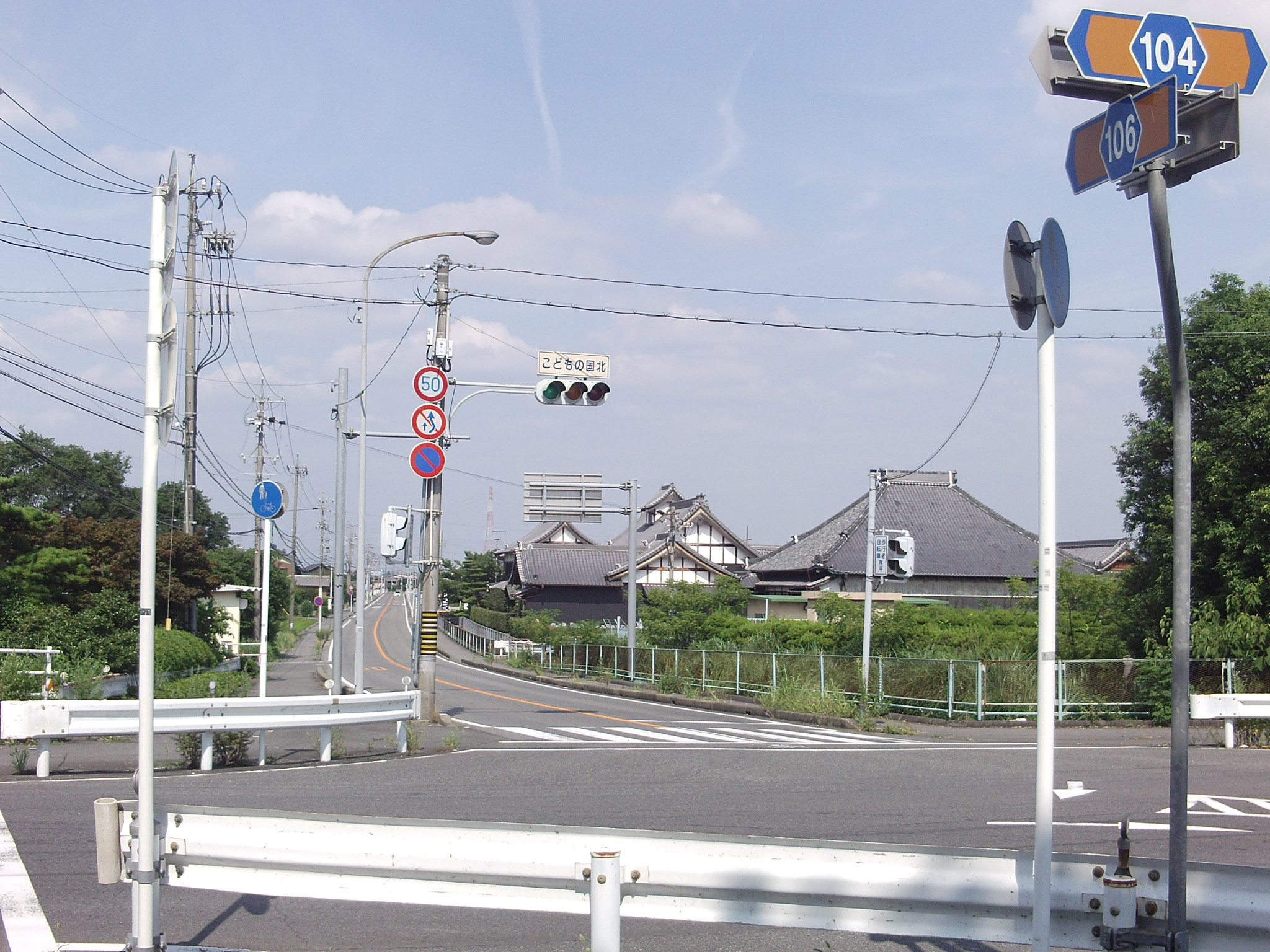
起点。海南こどもの国の北。（弥富市鳥ヶ地）

愛知県道106号鳥ヶ地名古屋線（あいちけんどう106ごう とりがんじなごやせん）は、愛知県弥富市から海部郡蟹江町を経て名古屋市へ至る一般県道である。

## 概要
一色大橋から新名西橋間は庄内川の堤防に沿っている。ただし、大当郎橋東と一色大橋東間約1kmは南行きのみの一方通行である。
海部郡蟹江町蟹江新田・名古屋市港区南陽町西福田宮ノ切（現・名古屋市港区畑中1丁目）間に、通行不能となっている別のルートが存在する。

### 路線データ
- 起点：愛知県弥富市鳥ヶ地一丁目
- 終点：名古屋市西区堀越町

## 沿革
- 1959年（昭和34年）12月15日：認定
- 2011年（平成23年）4月1日：鳥ヶ地新田名古屋線から鳥ヶ地名古屋線に名称変更

## 接続する道路
- 愛知県道104号新政成弥富線（こどもの国北交差点）
- 愛知県道462号大藤永和停車場線（鳥ヶ地新田交差点）
- 愛知県道109号子宝愛西線（十四山東部小学校前交差点）
- 愛知県道66号蟹江飛島線（西尾張中央道）（神戸新田交差点）
- 愛知県道103号境政成新田蟹江線（東神戸交差点・西福田宮ノ切交差点間で重複）
- 愛知県道70号名古屋十四山線（善太橋西交差点・河合小橋東交差点間で重複）
- 愛知県道462号大藤永和停車場線（善太橋西交差点）
- 愛知県道517号蟹江梅之郷線（日光大橋西詰）
- 愛知県道227号港中川線（西福田5交差点）
- 国道302号（名古屋環状2号線）（八百島交差点）
- 愛知県道59号名古屋中環状線（両郡橋西詰）
- 愛知県道228号下之一色港南陽線（両郡橋上で重複）
- 国道1号（下之一色交差点）（重複区間）
- 国道1号（一色大橋東交差点）（重複区間、2016年より信号がなくなり一色大橋東詰アンダーパスとなった）
- 愛知県道29号弥富名古屋線（八熊通）（新前田橋東交差点）
- 愛知県道115号津島七宝名古屋線（万場大橋東交差点）
- 愛知県道68号名古屋津島線（太閤通）（新大正橋東交差点）
- 愛知県道200号名古屋甚目寺線（外堀通）（豊公橋東交差点）
- 愛知県道67号名古屋祖父江線（美濃街道、岐阜街道、鮎鮨街道）（枇杷島橋南詰）
- 国道22号（名岐バイパス）（西行き車線のみ：新名西橋東詰）
- 愛知県道202号守山西線（新名西橋東詰アンダーパス）